# 维克托·乌尔曼
维克托·乌尔曼（德語：Viktor Ullmann，1898年1月1日—1944年10月18日)，犹太血统的捷克作曲家。

## 生平
早年在维也纳求学时结识了阿诺德·勋伯格，后从策姆林斯基学习。30年代初，在瑞士担任乐团指挥。1935年从阿洛伊斯·哈巴学习微分音音乐。1942年被纳粹送进集中营，后被杀害于奥斯维辛集中营。乌尔曼广泛使用各种现代技巧，且他的音乐常带有明显的政治色彩。